# Euforia, parte 1
Para la segunda parte de este arco narrativo, ver "Euforia, parte 2"
"Euforia, parte 1" (en inglés: "Euphoria, Part 1") es el vigésimo episodio de la segunda temporada de la serie estadounidense House. Fue emitido el 2 de mayo de 2006 en Estados Unidos. Este episodio es la primera mitad de un episodio de dos arcos narrativos, la segunda mitad es "Euforia, parte 2".

## Sinopsis
El oficial Joe Luria recibe un disparo mientras persigue a un criminal identificado sólo como "Baby Shoes" ("Zapatos de bebé" en español). La bala impacta en un lápiz
, y envía restos de la bala al cráneo, lo que le valió un viaje a la sala de emergencias. Antes de ser abatido, Joe se ve muy extraño, riendo mientras intentaba detener a "Baby Shoes" y leyendo de forma incorrecta  la Advertencia Miranda. Mientras él está en el suelo, sangrando en la cara, aún continúa riendo sin parar, lo que demuestra que esto no es un defecto de carácter, sino un trastorno grave.
Durante el intento de los médicos para detener el sangrado, los mareos de Joe persisten, causando que House tome interés en el caso. La naturaleza de los síntomas llevan al equipo a considerar intoxicación por monóxido de carbono. Chase y Cameron se asignan para atender al paciente mientras que House se dispone a investigar el lugar de trabajo de Joe, y se envía al apartamento de Joe a Foreman para ver si puede encontrar algo que pueda explicar los síntomas. La condición de vida de Joe en su apartamento resulta ser un pozo negro, con alimentos no consumidos, basura, instalaciones sucias de cañerías, rústico, y un desorden general. Foreman revisa alguna fuga de gas, pero no encuentra nada, hasta que se da cuenta de un cobertizo en la azotea. En el interior hay un invernadero hidropónico que Joe está utilizando para cultivar grandes cantidades de marihuana.
House, durante una breve investigación en la comisaría de policía, no descubre nada, sobre todo porque él está allí tratando de evadir varias infracciones que tiene "debido a su discapacidad". Mientras el compañero de Joe trabaja con el papeleo, House observa que el escritorio de Joe se encuentra junto al aire acondicionado, y que el agua estancada en él no se ha limpiado en ningún momento. Posteriormente, el equipo diagnostica la enfermedad del legionario, debido a las bacterias que crecían en el agua refrigerada en la unidad de aire acondicionado, y lo curan. Estando Chase y Foreman en el control del tratamiento, descubren que Joe está quedando ciego a pesar de no ser consciente de ello (síndrome de Anton-Babinski), llevando al equipo a creer que existe un problema neurológico subyacente.
Después de una resonancia magnética se descarta el síndrome de Anton-Babinski, debido a los restos de la bala todavía alojados en la cabeza de Joe, el equipo realiza más pruebas, después de que House les dice que se encuentren en la morgue. Como el equipo sigue tratando los síntomas y las posibilidades, House está buscando a través de los cadáveres. Después de encontrar el adecuado, se pone guantes de goma, un juego de tapones para los oídos, y le dispara con un revólver Smith and Wesson calibre .38 en la cabeza del cadáver sorprendiendo a Chase y Cameron, pero al parecer, esto divierte de Foreman. A medida que el equipo va a probar la resonancia magnética en el cadáver, House comienza a sospechar que Foreman ha contraído la misma enfermedad que Joe. Debido a los fragmentos de bala en el cuerpo del cadáver, la prueba de House rompe la máquina de resonancia magnética.
El oficial Luria comienza a sangrar por las heridas de bala (un efecto secundario de la heparina que House le dio), Foreman estalla en carcajadas, ganándose una mirada extraña de Chase y Cameron. House se da cuenta entonces de que Foreman está infectado, y lo pone junto a Joe en una cámara de aislamiento. Debido a que Foreman no tiene fragmentos de bala en el cráneo, el equipo es capaz de realizar una resonancia magnética en él, pero no es concluyente. También realizan una biopsia de la materia gris del cerebro de Foreman, pero esto no arroja conclusiones. Joe, en el aumento del dolor, le pregunta a Foreman si se va a morir. Foreman responde que no va a morir, porque si Joe muere, también lo hará él.
Como el dolor de Joe empeora progresivamente, Foreman se vuelve más furioso y desesperado, culminando con pinchar a Cameron con una jeringa infectada, con la esperanza de infectarla para que así ella tenga que ir al apartamento de Joe, a fin de salvarse, haciendo esto. Mientras tanto, Joe desarrolla un nuevo síntoma, hiperalgesia, y debe ser sometido a un coma para que no se muera por el dolor.
House a continuación, se enfrenta a Cameron en el apartamento de Joe después de darse cuenta dónde se ha ido. Después de oír que Joe mantiene una gran cantidad de pan en su apartamento, House deduce que Joe regularmente alimenta a las palomas con el fin de obtener su excremento, que utiliza como fertilizante para su operación ilegal de marihuana en crecimiento. Ordena a Cameron que traiga de vuelta algunas heces de palomas, sospechando que sea criptococo.
Por desgracia, las pruebas demuestran que no es criptococo. Mientras Cameron entrega esta noticia, Joe tiene un paro cardíaco. Foreman, solo en la cámara de aislamiento, trata desesperadamente de revivirlo, pero sin éxito. House lo declara muerto a las 12:26 PM. El episodio termina con Foreman, todavía afectado por la enfermedad que acaba de matar a Joe, bombeando el pecho de Joe, tratando de reanimarlo.
Continúa en Euforia, parte 2.